# Brasil nos Jogos Olímpicos de Verão de 1964
O Brasil competiu nos Jogos Olímpicos de Verão de 1964 em Tóquio, no Japão. A delegação levou 68 atletas, sendo apenas 1 mulher. Disputou 10 esportes: atletismo, basquete, boxe, futebol, hipismo, judô, esportes aquáticos - natação e pólo aquático -, pentatlo moderno, vela e vôlei.
Pela terceira vez, a seleção de basquete masculino ganhou uma medalha, o terceiro bronze. O Brasil jogou nove vezes, ganhando seis e perdendo três. A equipe mesclava veteranos que conquistaram o bronze quatro anos antes e jovens talentos. O Brasil disputou as Olimpíadas com  Amaury Antônio Passos, Wlamir Marques, Ubiratan Pereira Maciel, Carlos Domingos Massoni (o Mosquito), Friedrich Wilhelm Braun, Carmo de Souza (o Rosa Branca), Jathyr Eduardo Schall, Edson Bispo dos Santos, Antônio Salvador Sucar, Victor Mirschawka, Sérgio de Toledo Machado e José Edvar Simões.
Estrearam nestes Jogos o vôlei e o judô como esportes olímpicos. A equipe masculina de vôlei, que acabou na sétima colocação, jogou com João Cláudio França, José M. Schwartz da Costa, Hamilton Leão de Oliveira, Newton Emanuel de Victor, Carlos E. Albano Feitosa, Marco Antonio Volpi, Carlos Arthur Nuzman (futuro presidente do Comitê Olímpico Brasileiro), Josias de Oliveira Ramalho, Décio Viotti de Azevedo e Victor M. Barcelos Borges.
A única mulher no atletismo e em toda a delegação brasileira, Aída dos Santos, mesmo sem um treinador, conseguiu a classificação para a segunda etapa no salto em altura e terminou a disputa na quarta colocação. Aída foi orientada pelo saltador peruano Roberto Abugatas antes da prova, o que ajudou em seu desempenho.
No hipismo, Nelson Pessoa Filho, pai de Rodrigo Pessoa, um dos grandes nomes brasileiros nessa modalidade, classificou-se em quinto lugar.